# Овоссо
Овоссо (англ. Owosso) — місто (англ. city) в США, в окрузі Шаявассі штату Мічиган. Населення — 14 714 особи (2020).

## Географія
Овоссо розташоване за координатами 42°59′43″ пн. ш. 84°10′33″ зх. д. / 42.99528° пн. ш. 84.17583° зх. д. (42.995252, -84.175845).  За даними Бюро перепису населення США в 2010 році місто мало площу 13,91 км², з яких 13,54 км² — суходіл та 0,37 км² — водойми.

## Демографія
Згідно з переписом 2010 року, у місті мешкали 15 194 особи в 6161 домогосподарстві у складі 3779 родин. Густота населення становила 1092 особи/км².  Було 6823 помешкання (491/км²).
Расовий склад населення:
| - 95,7 % — білих - 0,8 % — чорних або афроамериканців - 0,5 % — корінних американців - 0,3 % — азіатів |

До двох чи більше рас належало 2,1 %. Частка іспаномовних становила 3,9 % від усіх жителів.
За віковим діапазоном населення розподілялося таким чином: 25,2 % — особи молодші 18 років, 62,0 % — особи у віці 18—64 років, 12,8 % — особи у віці 65 років та старші. Медіана віку мешканця становила 34,8 року. На 100 осіб жіночої статі у місті припадало 93,7 чоловіків;  на 100 жінок у віці від 18 років та старших — 88,2 чоловіків також старших 18 років.
Середній дохід на одне домашнє господарство  становив 44 057 доларів США (медіана — 36 159), а середній дохід на одну сім'ю — 48 757 доларів (медіана — 41 922). Медіана доходів становила 33 785 доларів для чоловіків та 30 958 доларів для жінок. За межею бідності перебувало 23,9 % осіб, у тому числі 38,2 % дітей у віці до 18 років та 6,1 % осіб у віці 65 років та старших.
Цивільне працевлаштоване населення становило 6487 осіб. Основні галузі зайнятості: освіта, охорона здоров'я та соціальна допомога — 23,9 %, виробництво — 16,5 %, роздрібна торгівля — 15,8 %.

## Персоналії
- Джеймс Олівер Кервуд 1878—1927) — американський письменник, натураліст, мандрівник, захисник природи.